# Світловий стовп

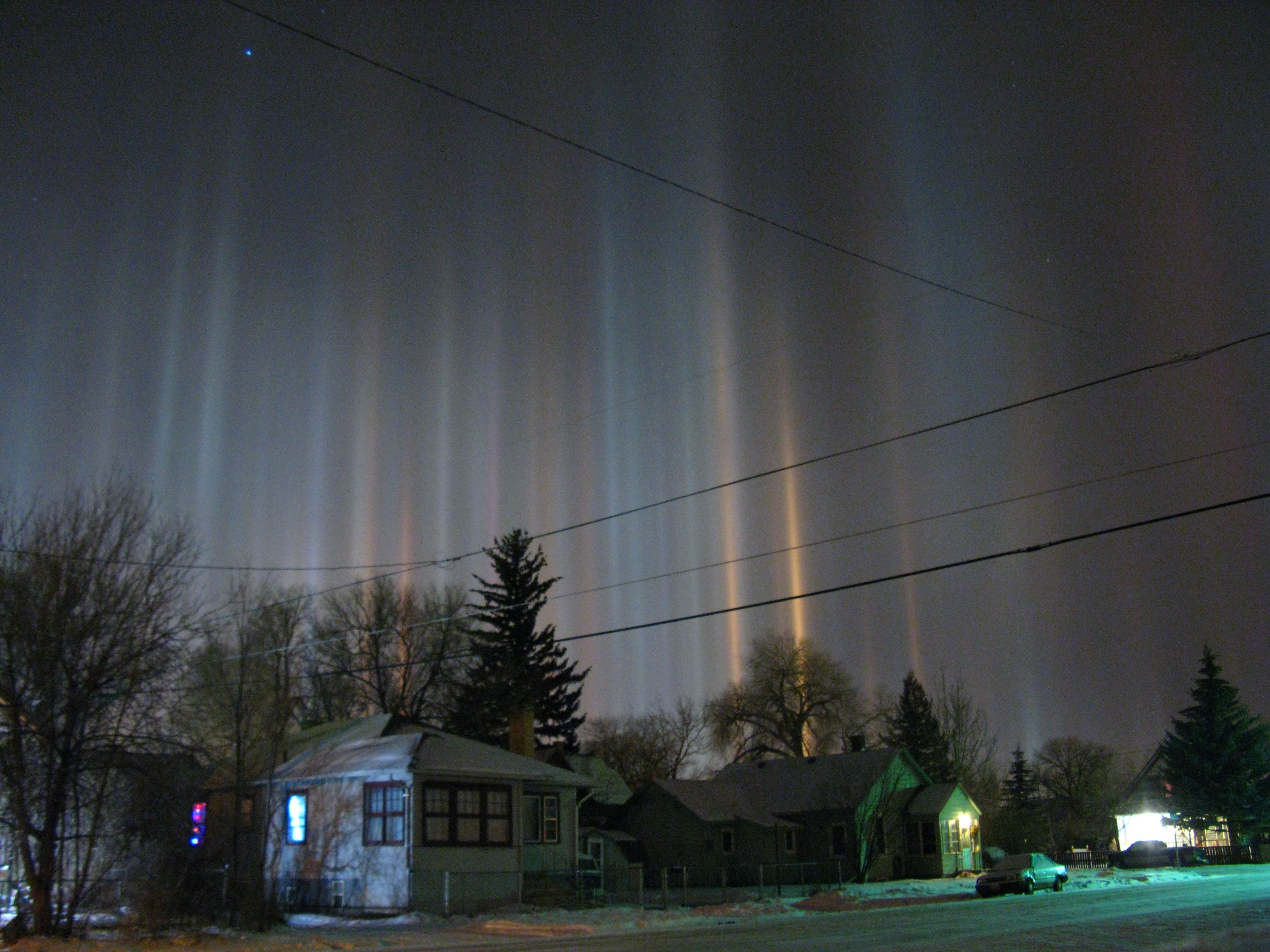
Світловий ліс

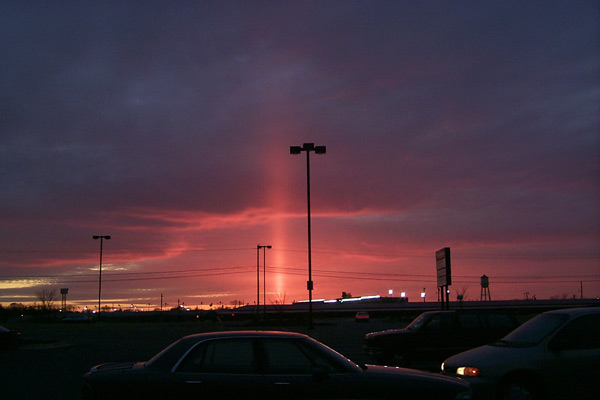
Сонячний стовп в Західній Вірджинії

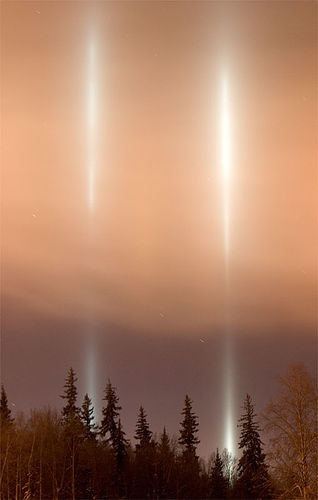
Стовпи над Університетом Аляски в Фербенксі, від світла ліхтарів, розташованих за деревами на відстані декількох тисяч футів

Світловий (або сонячний) стовп (англ. Light pillar) — один з найчастіших видів гало, візуальне атмосферне явище, оптичний ефект, який є вертикальною смугою світла, що тягнеться від Сонця під час його заходу або сходу. Явище викликається шестикутними пласкими чи стовпчастими крижаними кристалами з майже горизонтальними паралельними пласкими поверхнями. Завислі в повітрі пласкі кристали викликають сонячні стовпи, якщо сонце перебуває на висоті 6 градусів над горизонтом або позаду нього, стовбовидні — якщо сонце перебуває на висоті 20 градусів над горизонтом. Кристали прагнуть зайняти горизонтальну позицію при падінні в повітрі, і вид світлового стовпа залежить від їхнього взаємного розташування.
Світловий стовп виникає, коли сонячне світло відбивається від поверхонь найдрібніших крижаних кристалів, що є крижаними пластинками чи стрижнями з шестикутним перетином, завислих в повітрі. Такі кристали утворюються у високих перистих хмарах, найчастіше в перисто-шаруватих. За низьких температур подібні кристали також можуть утворюватися й у нижчих шарах атмосфери. Тому, світлові стовпи частіше спостерігаються в холодну пору року. При формуванні світового стовпа світло відбивається або від верхньої або нижньої поверхні крижаної пластинки, або від торців або граней крижаного стрижня.
У рідкісних випадках світловий стовп може супроводжуватися так званим паргеличним колом. Воно є світлою смугою, яку видно на небі на тій же висоті, що й Сонце. За сприятливих умов вона становить замкнуте коло, що проходить через Сонце і помилкові Сонця.
Світлові стовпи нерідко формуються навколо Місяця, міських вогнів і інших яскравих джерел світла. Стовпи, які виходять від низько розташованих джерел світла, зазвичай набагато довше, ніж сонячні або місячні стовпи. Чим ближче до світлового стовпа знаходиться спостерігач, тим менше позначається розташування кристалів в просторі на зовнішньому вигляді стовпа.
Подібні оптичні явища виникають при крижаних голках — атмосферному явищі, твердих опадах у вигляді найдрібніших крижаних кристалів, що літають у приземному шарі повітря в морозну погоду. На відміну від світових стовпів (оптичного ефекту, що виникає у верхній тропосфері), крижані голки належать до атмосферних явищ і відмічаються метеорологічними станціями.

## Світловий ліс
Світловий ліс — явище декількох світлових стовпів утворених від світла вуличних ліхтарів.
Має ту саму фізику, що й звичайний світловий стовп. Зазвичай трапляється в країнах Північної Європи.

## Цікаві факти
17 квітня 2023 року, ввечері, мешканці і гості міста Києва мали змогу спостерігати в небі стовпи світла, які були звичайним візуальним атмосферним явищем, а саме — відомим всім видом гало. В той же час, раніше, подібне явище у небі, схоже на світловий стовп, помітили мешканці російського міста Білгород. Пропагандисти РФ тоді почали фантазувати про застосування новітньої російської зброї, хоча це був звичайний сонячний стовп.
27 листопада 2023 року, у вечірній час, мешканці міста Дніпра спостерігали в небі світлові стовпи.
2 березня 2025 явище світлових стовпів спостерігалося у Харкові.